# (419624) 2010 SO16
(419624) 2010 SO16 là một tiểu hành tinh dài hơn một km trong cấu hình đồng quỹ đạo với Trái Đất, được phân loại là vật thể gần Trái Đất và tiểu hành tinh có khả năng gây nguy hiểm của nhóm Apollo. Nó được phát hiện bởi kính viễn vọng không gian khảo sát hồng ngoại trường rộng (WISE) vào ngày 17 tháng 9 năm 2010 

## Sự miêu tả
Quỹ đạo được mô tả bởi Christou Apostolos và David Asher tại Đài thiên văn Armagh ở Bắc Ireland. Vật có cường độ tuyệt đối 20,5. quan sát bằng kính viễn vọng WISE khám phá với đường kính 357 mét và suất phản chiếu 0,084.
2010 SO16 có quỹ đạo hình móng ngựa cho phép nó chia sẻ ổn định khu vực quỹ đạo của Trái Đất mà không va chạm với nó. Đây là một trong số ít các tiểu hành tinh được biết đến với quỹ đạo đi theo Trái Đất, một nhóm bao gồm 3753 Cruithne, và tiểu hành tinh duy nhất được biết đến trong quỹ đạo hình móng ngựa với Trái Đất. Tuy nhiên, nó không phải là một tiểu hành tinh Aten hay một tiểu hành tinh Apollo bởi vì bán trục lớn quỹ đạo của nó không nhỏ hơn hoặc không lớn hơn 1 AU, nhưng dao động trong khoảng 0,996 đến 1,004 AU, với khoảng thời gian khoảng 350 năm. Trong chu kỳ móng ngựa ~ 350 năm của nó, nó không bao giờ tiếp cận Trái Đất gầnhơn khoảng 0,15 AU, xen kẽ và dẫn đầu.
Theo các mô phỏng khác nhau, 2010 SO16 sẽ vẫn ở trong quỹ đạo này trong ít nhất 120.000 năm và có thể trong hơn một triệu năm, ổn định khác thường so với các vật thể tương tự khác.   Một lý do cho sự ổn định này là nó có độ lệch tâm quỹ đạo thấp, {\displaystyle <0.084}.

Một phát hiện trước 2010 SO16 có thể đã được định vị trong hình ảnh Kính viễn vọng Không gian Spitzer năm 2005.